# Afromicracis
Afromicracis (лат.) — род жуков-короедов из трибы Micracidini (Scolytinae, Curculionidae).

## Распространение
Афротропика.

## Описание
Мелкие жуки-короеды, величина которых колеблется в пределах нескольких миллиметров. Скапус усика у обоих полов прямой, равен или немного длиннее жгутика, слегка расширен на вершине, равен ширине педицеля; самки у некоторых видов с тонким пучком из скудных длинных щетинок или с несколькими короткими щетинками. Жгутик усика (включая педицель) 5-члениковый; булава на передней поверхности обычно с одним загнутым швом близко к вершине, гладкая и без швов на задней поверхности лица. Надкрылья с чешуевидными или волосковидными щетинками, по одному ряду на каждом междурядье; щетинки мелкие или отсутствуют. Передние голени с 2-3 (реже 4-5) боковыми и апикальными зубцами. Задние голени с тремя боковыми и апикальными зубцами. Вентральные щетинки простые, однородные. Провентрикулюс с гроздью из 3-10 сильных шипов, прикрепленных к бугристому основанию перед апикальной пластинкой; апикальные зубцы поперечные или слегка изогнутые, мелко зубчатые; жевательные зубцы гладкие, закрывающие зубцы свободные, не компактные. Гениталии самца с длинным жгутиком, иногда прямым и широким, иногда очень длинным и извитым; апофизы более чем в два раза длиннее эдеагуса.

## Классификация
Включает около 20 видов. Род впервые был выделен в 1959 году на основании типового вида Afromicracis kenyaensis Schedl, 1959. Сестринской группой к Afromicracis рассматривается род Dendrochilus.
- Afromicracis agnata (перенесён в Eidophelus)
- Afromicracis attenuata (Eggers, 1935) (перенесён в Karlsenius)
- Afromicracis ciliatipennis (перенесён в Eidophelus)
- Afromicracis brevipilosa Jordal, 2021[1]
- Afromicracis concava Jordal, 2021
- Afromicracis congonus (Eggers, 1940) (из Miocryphalus)
- Afromicracis congona
- Afromicracis convexus Schedl, 1962
- Afromicracis crassa Jordal, 2021
- Afromicracis crinita Jordal, 2021
- Afromicracis densisetosa Jordal, 2021
- Afromicracis depilata Jordal, 2021
- Afromicracis dubius (Schedl, 1950) (= Afromicracis dubia Schedl, 1950; Afromicracis angolensis Schedl, 1962)[1]
- Afromicracis elongata
- Afromicracis elongatulus (Schedl, 1977) (=Dendrochilus elongatulus Schedl, 1977)[1]
- Afromicracis ghanaensis Jordal, 2021
- Afromicracis grobleri
- Afromicracis jasminiae (Schedl, 1957) (=Dendrochilus jasminiae Schedl, 1957; Dendrochilus mikaniae Schedl, 1957)[1]
- Afromicracis kenyaensis Schedl, 1959[4]
- Afromicracis klainedoxae (Schedl, 1957) (перенесён в Karlsenius)
- Afromicracis longus (Nunberg, 1964) (Miocryphalus; Afromicracis longa)
- Afromicracis natalensis (Eggers, 1936) (Stephanoderes)
- Afromicracis nigrina (Schedl, 1957) (перенесён в Karlsenius)
- Afromicracis nitida (Schedl, 1965) (перенесён в Karlsenius)
- Afromicracis pennata
- Afromicracis punctipennis
- Afromicracis robustus (Schedl, 1957) (=Dendrochilus arundinarius Schedl, 1957, Hypothenemus bambusae Browne, 1970, Dendrochilus filum Schedl, 1977)[1]
- Afromicracis setifer (Schedl, 1957) (=Mimips setifer Schedl, 1957; Mimiocurus setifer (Schedl, 1957); Mimiophthorus setifer (Schedl, 1957))[1][5]

### Исключённые виды
Ранее в состав Afromicracis были ошибочно включены многие виды мелких короедов. Следующие виды перенесены в состав рода Eidophelus Eichhoff: Afromicracis agnathus (Schedl, 1942), Afromicracis ciliatipennis (Schedl, 1979) и Afromicracis klainedoxae (Schedl, 1957). Afromicracis nitidus (Schedl, 1965) был оригинально описан в Eidophelus, но потом перенесён в Hypothenemus. Afromicracis nigrinus (Schedl, 1957) перенесён в новый род Karlsenius близкий к Afrocosmoderes и Hypothenemus. Шесть видов из Afromicracis перенесены в Macrocryphalus, Afrocosmoderes, Hypothenemus и Eidophelus по данным Johnson et al. (2020).